# Stuyvesantstraat

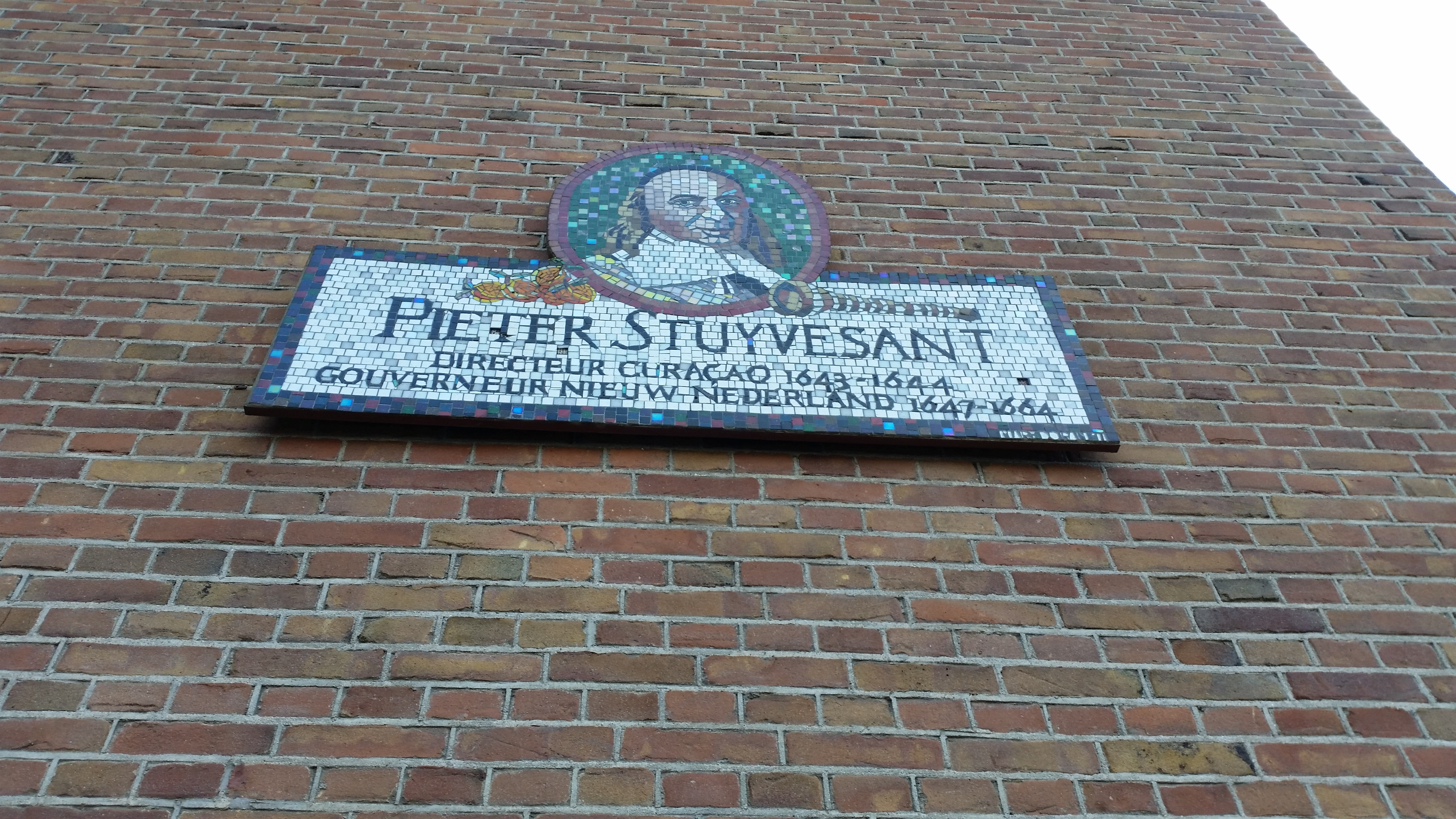
Pieter Stuyvesant mozaïek (november 2019)

De Stuyvesantstraat is een straat in Amsterdam-West, De Baarsjes, Westindische Buurt.

## Geschiedenis en ligging
De straat komt voort uit het uitbreidingsplan Plan West, dat gelanceerd werd in 1922. De straat kreeg dan ook haar naam op 8 september 1926 toen de gemeenteraad deze straat vernoemde naar Peter Stuyvesant. De straat loopt van zuid naar noord als een soort omgekeerde loodlijn tussen de Baarsjesweg/Kostverlorenvaart en Postjeskade/Postjeswetering.

## Gebouwen
De huisnummers lopen aan beide zijden op van 1 tot en met 58.  De aanleg van de straat rond 1927 heeft tot gevolg dat er werk te vinden is binnen de stijl van de Amsterdamse School. Aan de even zijde (oostkant) is er werk te vinden van de architect Jordanus Roodenburgh, Commer de Geus en Justus Hendrik Scheerboom (meest  woonhuizen), maar ook werk van de Dienst der Publieke Werken (PW). Aan de oneven zijde is werk te vinden van A.A. van de Linde, G.H. van Mondfrans (Hilversumse architect), J. Jerphanion en Co Franswa. Die laatste verzorgde een hele hoek Stuyvesantstraat met Postjeskade.
De PW ontwierp op nummer 40 een elektriciteitscentrale voor de buurt. Het gebouw valt uit de toon omdat het nauwelijks vensters heeft aan de straat. Een ander opvallend blok is dat van Roodenburgh, dat vouwt zich namelijk mee met de Van Rensselaerstraat (waar het geen huisnummers heeft) tot een flink eind aan de Baarsjesweg. Het woonblok is opgetrokken uit oranjerood baksteen en banden van natuursteen. Vooral aan de zijde van de Baarsjesweg heeft het een imposante symmetrische gevel. Kenners vinden dat het werk van Roodenburgh tijdens renovaties geen recht is aangedaan.

## Kunst
In de straat zijn een opvallend en twee onopvallende kunstwerken te zien. Bij de huisnummers 4 en 6 zijn twee mozaïeken te vinden, waarvan er een lijkt te verwijzen naar Kissing Couple XXXL. Het gebouw Stuyvesantstraat 56-58 draagt haar naam Stuyvesant gebouw in een lettertype dat binnen de Amsterdamse School past; het werd in 1967 getroffen door een uitslaande brand. Het meest in het oog springend is een mozaïek uit 2011 van Mary Doran, dat geplaatst is aan de blinde gevel van het Stuyvesantstraat 54.

## Afbeeldingen

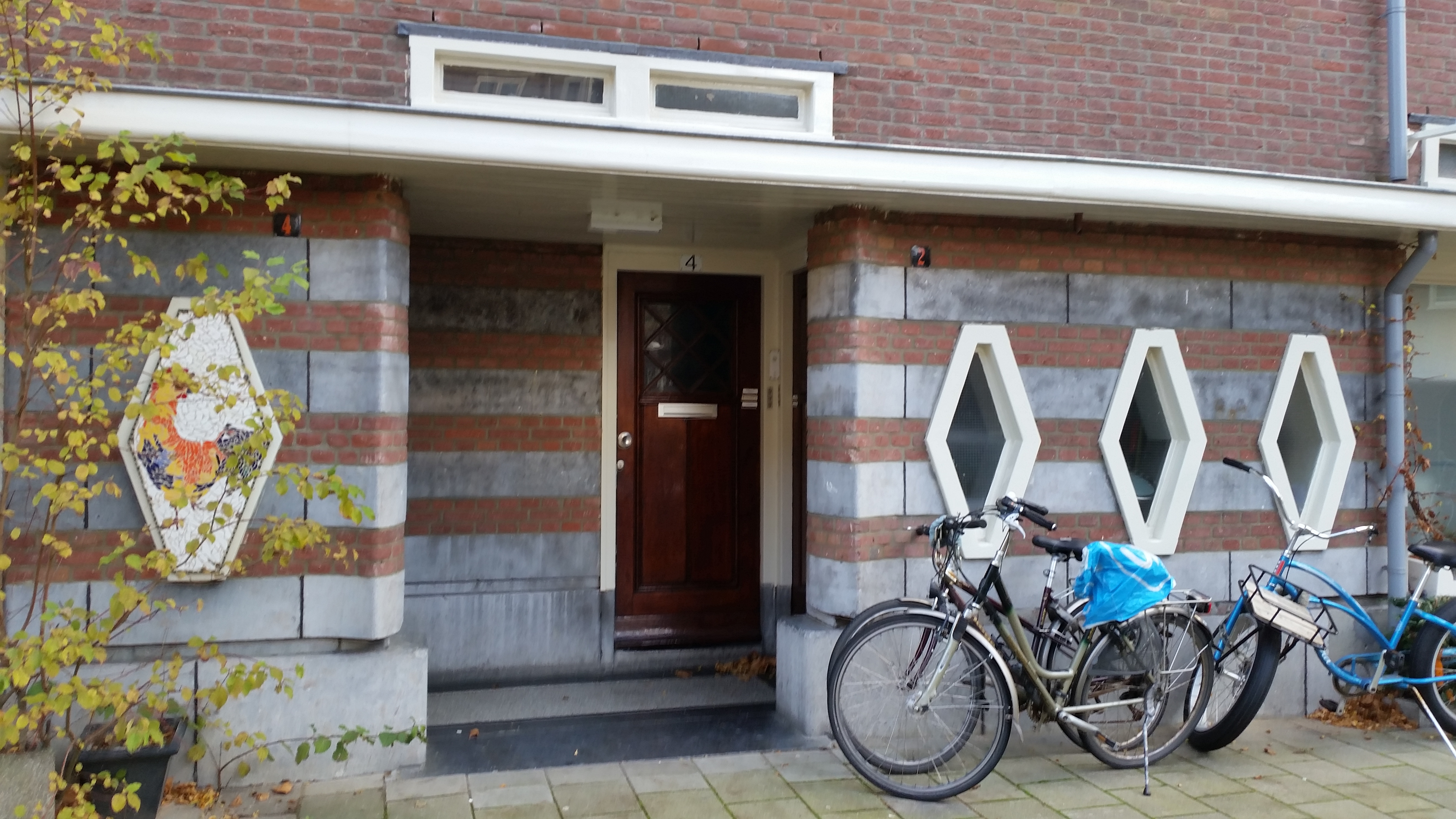
Stuyvesantstraat 4 met mozaïek in Roodenburghblok (november 2019)
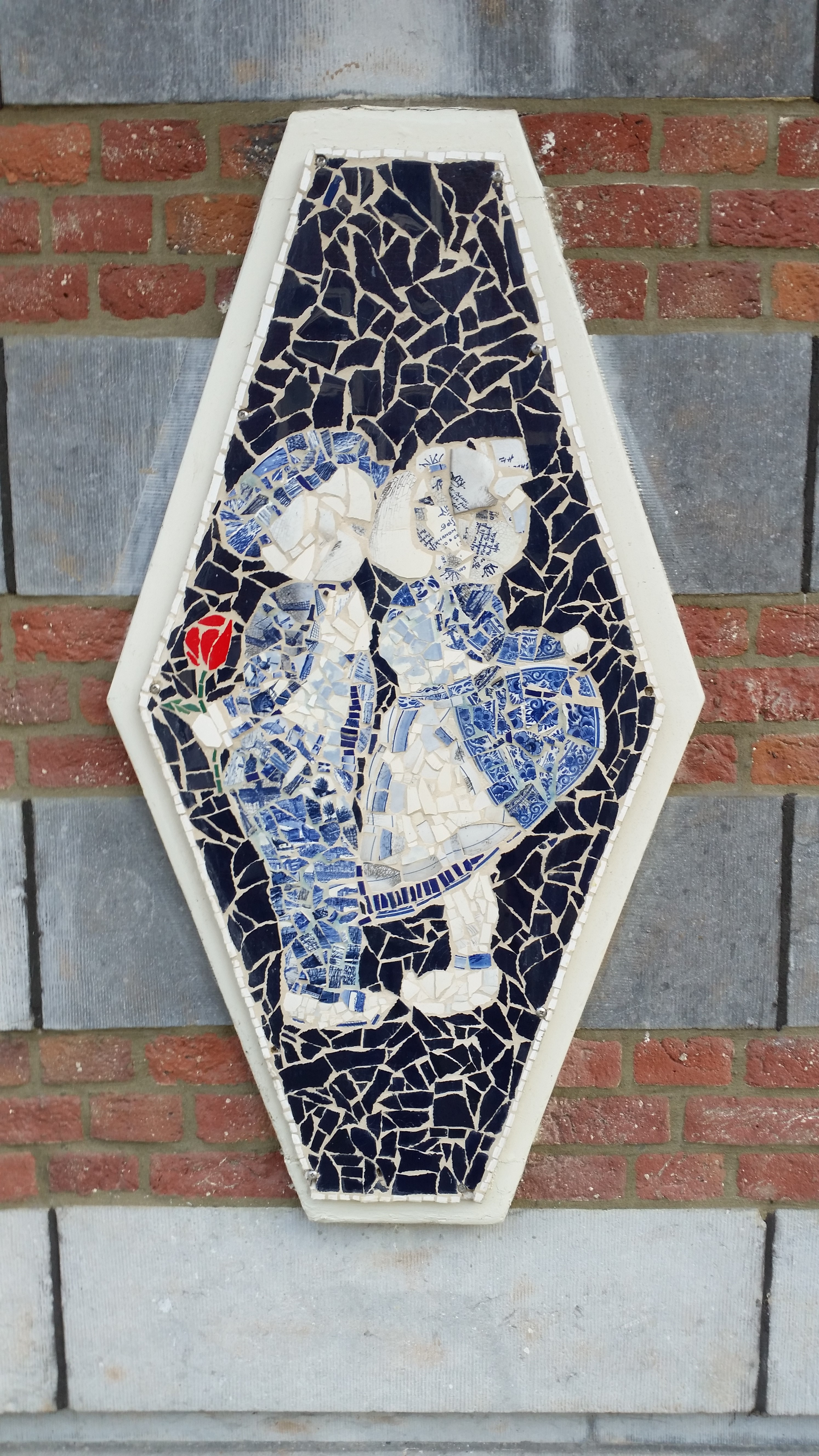
Stuyvesantstraat 6 met mozaïek in Roodenburghblok (november 2019)
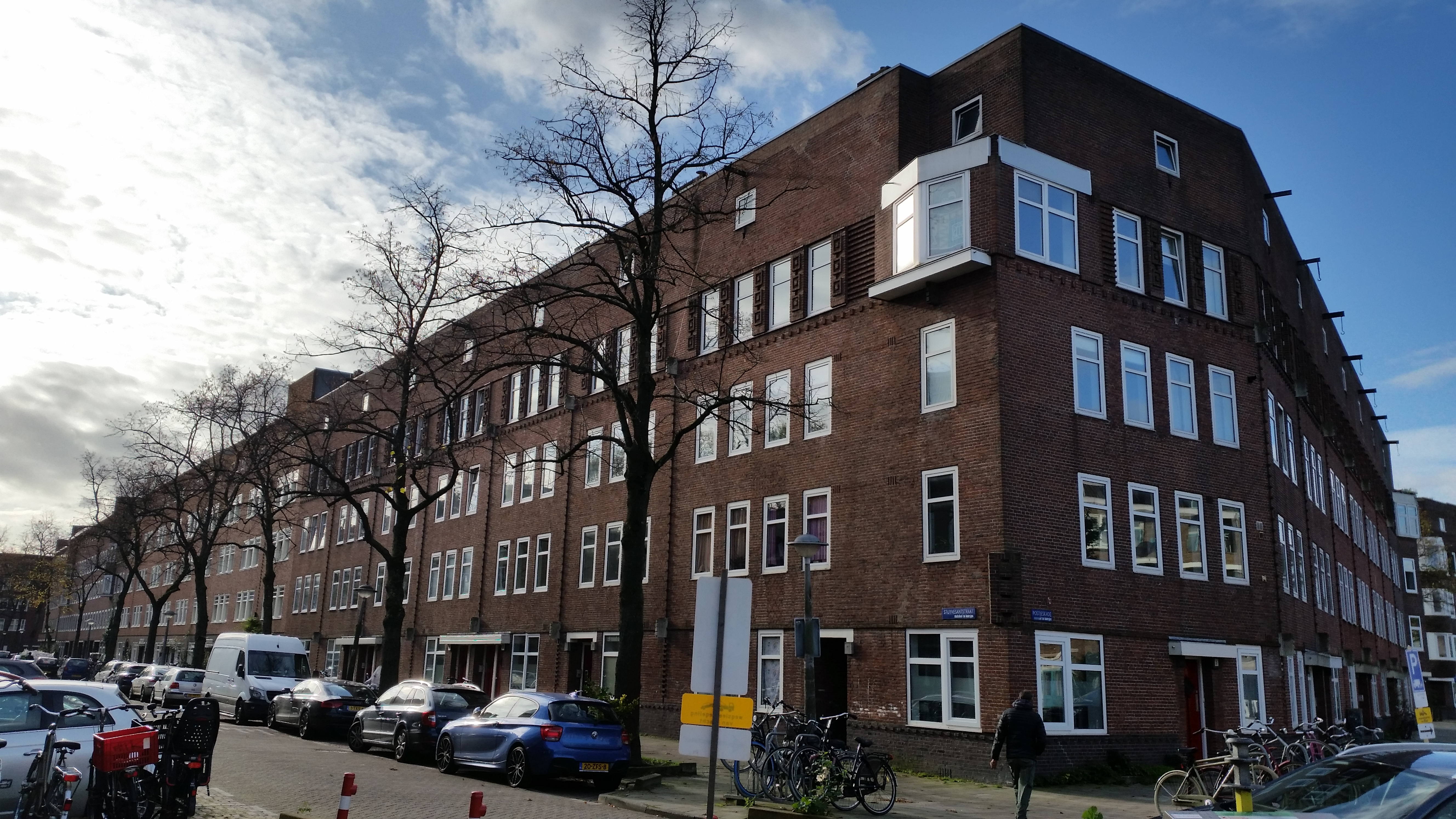
Stuyvesantstraat oneven met rechts Postjeskade (november 2019)
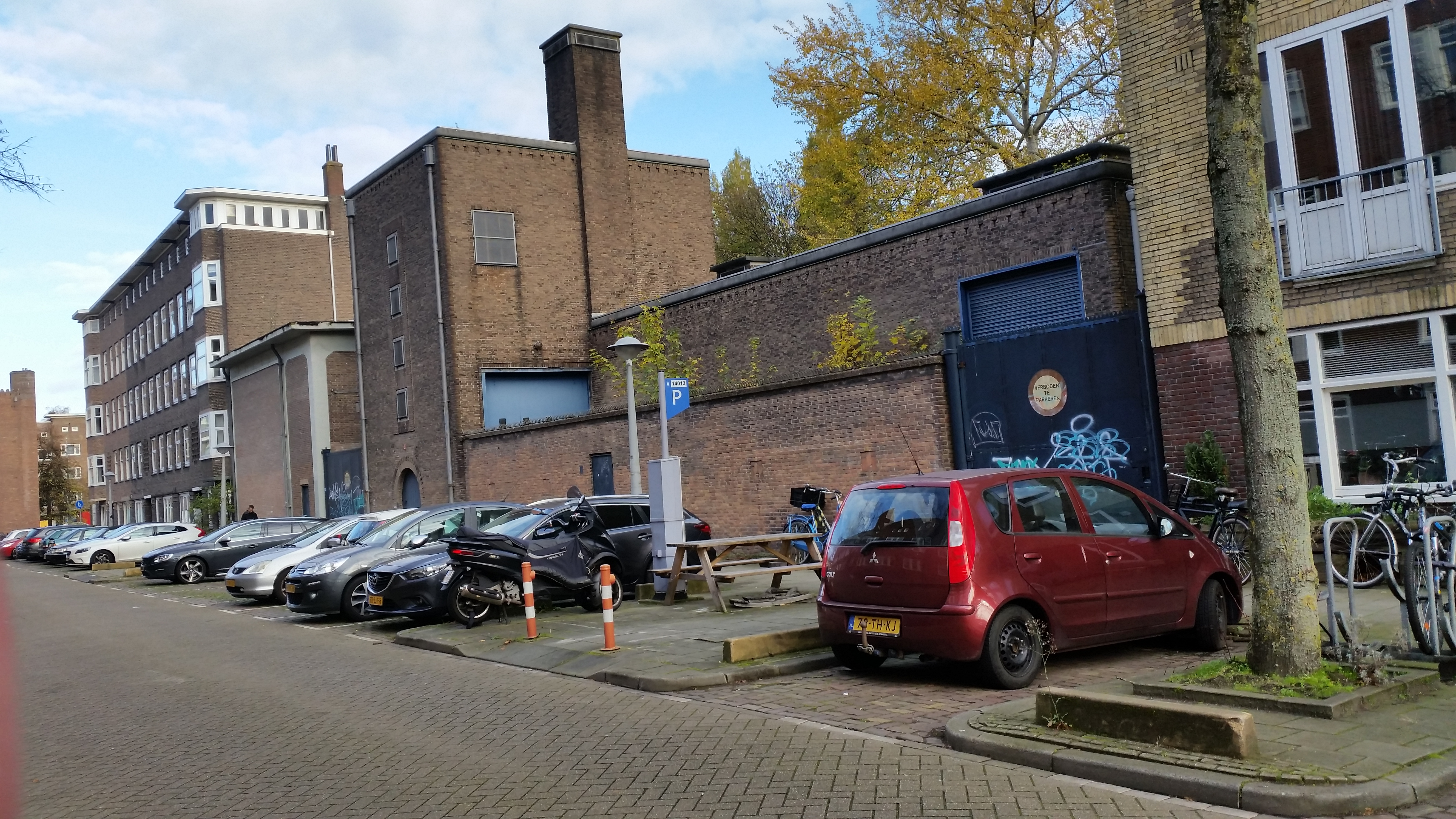
Centrale op nummer 40 en hoger (november 2019)